# Dysdera pandazisi
Dysdera pandazisi är en spindelart som beskrevs av Hadjissarantos 1940. Dysdera pandazisi ingår i släktet Dysdera och familjen ringögonspindlar.
Artens utbredningsområde är Grekland. Inga underarter finns listade i Catalogue of Life.